# Stylidium lateriticola
Stylidium lateriticola este o specie de plante dicotiledonate din genul Stylidium, familia Stylidiaceae, ordinul Asterales, descrisă de K.F. Kenneally. Conform Catalogue of Life specia Stylidium lateriticola nu are subspecii cunoscute.